# Dendrolagus mayri
Dendrolague de Mayr
Espèce
Synonymes
- Dendrolagus dorianus mayri Rothschild & Dollman, 1933

Statut de conservation UICN

 CR  : 
En danger critique
Dendrolagus mayri, le Dendrolague de Mayr, est une espèce de kangourous arboricoles, marsupiaux de la famille des Macropodidae, endémique de Nouvelle-Guinée et en danger critique d'extinction.

## Répartition

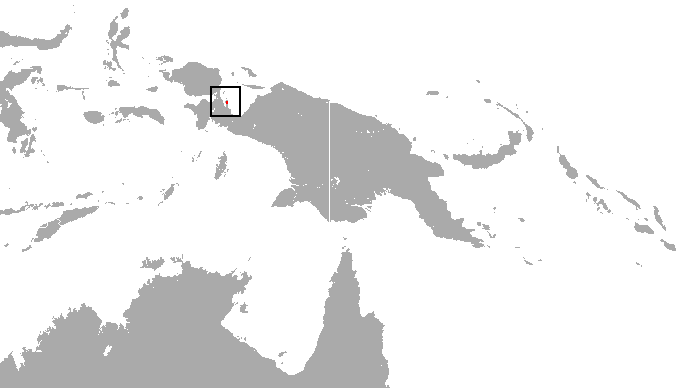
Aire de répartition en rouge.

Son aire de répartition est très restreinte. C'est une espèce endémique d'Indonésie, sur l'île de Nouvelle-Guinée.

## Taxonomie
Le nom valide complet (avec auteur) de ce taxon est Dendrolagus mayri Rothschild & Dollman, 1933. Il a un temps été considéré comme une sous-espèce de Dendrolagus dorianus, sous le synonyme Dendrolagus dorianus mayri Rothschild & Dollman, 1933.

### Étymologie
Il a été nommé en l'honneur d'Ernst Mayr, qui a collecté le spécimen type maintenant déposé au Natural History Museum de Londres. Il a été décrit par Lord Rothschild et le capitaine Guy Dollman dans un article de 1933 et une illustration basée sur le seul spécimen connu a été publiée dans leur monographie de 1936 sur le genre.